# Premio TV - Premio regia televisiva 2012
La cinquantaduesima edizione del Premio Regia Televisiva, condotta da Carlo Conti, si svolse al teatro Ariston di Sanremo il 11 marzo 2012 e fu trasmessa in diretta su Rai 1. La serata fu seguita da 5.707.000 telespettatori con uno share del 22,77%.

## Premi

### Top Ten
- Ballando con le stelle (Rai 1) - ritirano il premio Milly Carlucci e Paolo Belli[1]
- Il più grande spettacolo dopo il weekend (Rai 1) - ritira il premio Fiorello[1]
- Zelig (Canale 5) - ritirano il premio Claudio Bisio e Paola Cortellesi[1]
- Italia's Got Talent (Canale 5) - ritirano il premio Belén Rodríguez e Simone Annichiarico[1]
- La vita in diretta (Rai 1) - ritirano il premio Mara Venier e Marco Liorni[1]
- Ballarò (Rai 3) - ritira il premio Giovanni Floris[1]
- Striscia la notizia (Canale 5) - ritirano il premio Ezio Greggio, Michelle Hunziker, Antonio Ricci, Federica Nargi e Costanza Caracciolo[1]
- La storia siamo noi (Rai 2) - ritira il premio Giovanni Minoli[1]
- L'eredità (Rai 1) - ritirano il premio Carlo Conti e le "professoresse" (Ludovica Caramis, Eleonora Cortini, Laura Forgia, Francesca Fichera)[1]
- Le Iene (Italia 1) - ritirano il premio Ilary Blasi ed Enrico Brignano[1]

#### Nomination
- Festival di Sanremo 2012 (Rai 1)
- Attenti a quei due - La sfida (Rai 1)
- Avanti un altro! (Canale 5)
- Qui Radio Londra (Rai 1)
- La prova del cuoco (Rai 1)
- Soliti ignoti - Identità nascoste (Rai 1)
- L'arena (Rai 1)
- Report (Rai 3)
- Napoli milionaria (Rai 1)
- Domenica in (Rai 1)

### Miglior programma in assoluto
- Il più grande spettacolo dopo il weekend (Rai 1)

### Miglior personaggio femminile
- Geppi Cucciari
- Antonella Clerici
- Maria De Filippi

### Miglior personaggio maschile
- Fiorello
- Carlo Conti
- Gianni Morandi

### Personaggio rivelazione
- Rocco Papaleo
- Marco Liorni
- Teresa Mannino

### Miglior fiction
- Don Matteo (Rai 1)
- Il tredicesimo apostolo (Canale 5)
- Il restauratore (Rai 1)

### Miglior TG
- TG LA7